# Melanodryas vittata
Melanodryas vittata là một loài chim trong họ Petroicidae.